# Phyllonorycter endryella
Phyllonorycter endryella là một loài bướm đêm thuộc họ Gracillariidae. Nó được tìm thấy ở bán đảo Iberia, miền nam Pháp, Corse, Sardegna và Maghreb.
Ấu trùng ăn Quercus coccifera, Quercus ilex và Quercus suber. Chúng ăn lá nơi chúng làm tổ. They create a large, lower-surface tentiform mine. The mine causes the leaf margin to fold.